# Carbofurano
El carbofurano es uno de los pesticidas de carbamato más tóxicos. Se comercializa mediante la marca registrada Furadan, por FMC Corporation y Curater, entre otras. Es usado para el control de plagas de insectos en una abundante variedad de cultivos, que incluyen patata, maíz y soja. Es un insecticida sistémico, lo que significa que la planta lo absorbe mediante las raíces, y que desde allí la planta lo distribuye al resto de sus órganos (principalmente vasos, tallos y hojas; no sus frutos)[cita requerida], donde se alcanzan las mayores concentraciones del insecticida. Carbofurano también tiene una actividad de contacto contra las plagas. 
El uso del Carbofurano se ha incrementado en los últimos años debido a que es uno de los pocos insecticidas eficaces para los áfidos de la soja, que han ampliado su área de distribución desde 2002 para incluir las regiones de mayor crecimiento de la soja de los  EE. UU. El principal productor mundial es la Corporación FMC.

## Prohibiciones
El carbofurano está prohibido en Canadá y la Unión Europea y en Argentina.
En 2008, la United States Environmental Protection Agency (EPA) ha anunciado su intención de prohibir carbofurano. En diciembre de ese año, FMC Corp. ., el único fabricante en EE. UU. de carbofurano, anunció que había solicitado voluntariamente que la United States Environmental Protection Agency cancelara todos menos 6 de los usos anteriormente autorizados de ese producto químico como plaguicida. Con este cambio, el uso del carbofurano en los EE. UU. se permite solamente en el maíz, papas, calabazas, girasoles, las plantones de pino y la espinaca cultivada para semilla. Sin embargo en mayo de 2009 la EPA canceló todas las tolerancias de alimentos, una acción que equivale a una prohibición de facto sobre su uso en todos los cultivos para el consumo humano.
Kenia está considerando prohibir el carbofurano, pero es legal comprarlo en Kenia.
En Ecuador está prohibida su importación.
En Argentina, está prohibida la elaboración, importación, y fraccionamiento de Carbofurano desde 2018. Se exceptuó de esta prohibición a la formulación en gránulos de carbofuran al 10%.

### Toxicidad en vertebrados
Oral LD50: Ratas 8–14 mg/kg, Perros 19 mg/kg.
El carbofurano es también conocido por ser altamente tóxico para las aves. En su forma granular, un solo grano matará a un pájaro. Las aves suelen comer los granos de los numerosos plaguicidas, confundiéndolos con las semillas, y luego mueren al poco tiempo. Antes de que la forma granular fuera prohibida por U.S. Environmental Protection Agency en 1991, al carbofurano granulado se culpó de millones de muertes de aves por año. La versión líquida del plaguicida es menos peligroso para las aves, ya que no es tan probable que lo ingieran directamente, pero sigue siendo muy peligroso. La EPA anunció el 25 de julio de 2008 se tiene la intención de prohibir todas las formas en los EE. UU. La prohibición exige que no quede presencia de residuos en los alimentos nacionales o importados.
El carbofurano ha sido indebida e intencionadamente utilizado como un veneno para la vida silvestre, incluyendo coyotes, milanos, águilas reales y buitres. Se ha documentado el envenenamiento secundario grave de animales domésticos y silvestres, en concreto, rapaces. (águilas calvas y águilas reales), los perros domésticos, mapaches, buitres y otros carroñeros.
En Kenia los granjeros están usando carbofurano para matar los leones y otros predadores.

### Toxicidad en humanos
El carbofurano tiene una de las más altas toxicidades agudas para los seres humanos de cualquier insecticida ampliamente usado en cultivos de campo (solamente aldicarb y paratión son más tóxicos). Un cuarto de cucharadita (1 ml) puede ser fatal. La mayoría del carbofurano es aplicado por aplicadores comerciales que utilizan sistemas cerrados con los controles diseñados para que no haya exposición a esta sustancia en la preparación. Ya que sus efectos tóxicos se deben a su actividad como inhibidor de la colinesterasa es considerado un plaguicidas neurotóxico. etc